# The Economist
The Economist [ði: ɪˈkɒnəmɪst] (deutsch „der Ökonom“) ist eine internationale Wochenzeitung, die im Magazinformat gedruckt und digital veröffentlicht wird und sich auf aktuelle Nachrichten, internationale Wirtschaft, Politik und Technologie konzentriert. Sie hat ihren Sitz in London und verfügt über zentrale Redaktionsbüros in den USA sowie in den wichtigen Städten Kontinentaleuropas, Asiens und des Nahen Ostens.
Das Nachrichtenmagazin gehört der Economist Group. Im August 2015 veräußerte die Mediengruppe Pearson ihren 50-prozentigen Anteil an der Economist Group. Etwas unter 40 % der Geschäftsanteile ging an Exor, die Investmentgesellschaft der italienischen Unternehmerfamilie Agnelli, und der Rest i. H. v. etwas mehr als 10 % der Geschäftsanteile an die Economist Group selbst. Im Jahr 2020 betrug die weltweite Auflage von Druck und digitaler Präsenz über 1,7 Millionen.
The Economist wurde 1843 vom schottischen Ökonomen James Wilson gegründet, um Unterstützung für die Abschaffung der britischen Corn Laws zu sammeln. Im Laufe der Zeit dehnte sich die Berichterstattung der Zeitung auf die politische Ökonomie aus und begann schließlich, Artikel über aktuelle Ereignisse, Finanzen, Handel und britische Politik zu veröffentlichen. Während des 20. Jahrhunderts wurden Layout und Format erweitert und Meinungsspalten, Sonderberichte, politische Cartoons, Leserbriefe, Titelgeschichten, Kunstkritik, Buchbesprechungen und technologische Entwicklungen hinzugefügt. Die Zeitung ist unter anderem an ihrem roten Logo zu erkennen. Die Artikel werden anonym und ohne Autorenzeile geschrieben.
Die redaktionelle Haltung des Economist basiert auf dem klassischen Liberalismus und sieht sich in der Tradition von Adam Smith, John Stuart Mill, John Locke, David Hume und William Ewart Gladstone. Die Zeitung unterstützt sozialliberale Anliegen. The Economist setzt sich außerdem für Wirtschaftsliberalismus ein, insbesondere für freie Märkte, Freihandel, freie Einwanderung, Deregulierung und Globalisierung.

## Geschichte

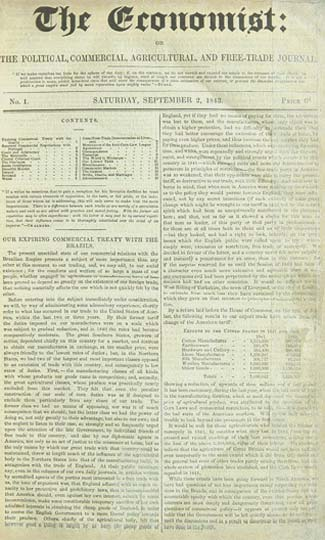
Die Titelseite des Economist vom 2. September 1843.

The Economist wurde 1843 von James Wilson gegründet und erschien erstmals am 2. September desselben Jahres. Die Zeitung wurde ins Leben gerufen, um die Kampagne zur Aufhebung der Corn Laws und der protektionistischen Getreidegesetze zu unterstützen und den Freihandel zu fördern. Der Titel der Publikation spiegelt diese politische Ausrichtung wider, der damalige Begriff Ökonomismus bezeichnete den Wirtschaftsliberalismus. Obwohl die Corn Laws 1846 abgeschafft wurden, blieb die Zeitschrift bestehen und Wilsons liberalen Ideen treu.

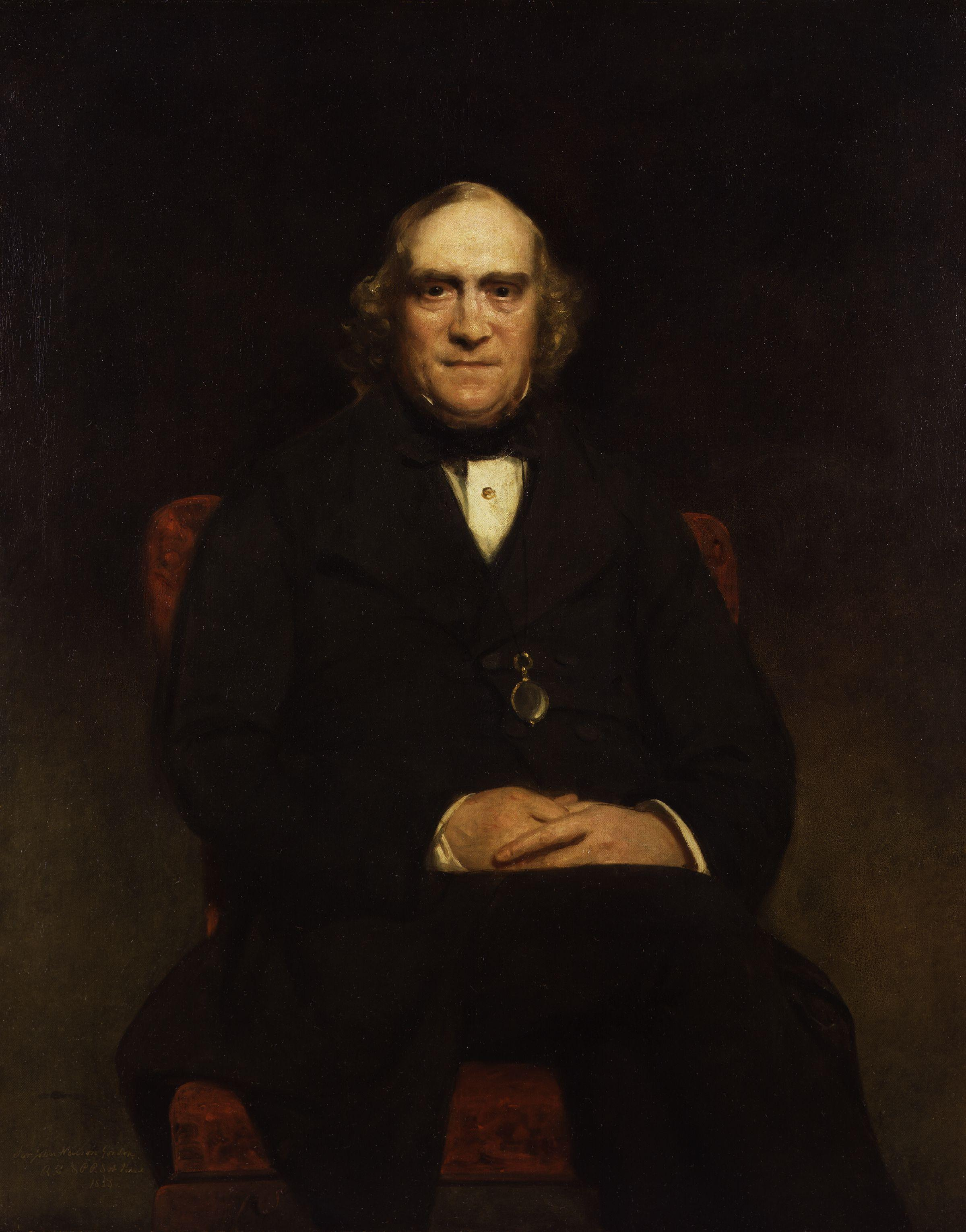
Der schottische Ökonom und Gründer von The Economist, James Wilson

Wilson beschrieb die Aufgabe des Economist als Teilnahme an „einem heftigen Wettbewerb zwischen der Intelligenz, die vorwärts drängt, und einer unwürdigen, schüchternen Ignoranz, die unseren Fortschritt behindert“, eine Phrase, die immer noch als Mission im Impressum der Zeitung erscheint. The Economist galt damals als eine der kompetentesten und intelligentesten westlichen Zeitschriften. Karl Marx war der Ansicht, dass die Zeitung die Interessen der Bourgeoisie am besten verkörpere. 1915 bezeichnete Lenin The Economist als Zeitschrift, die am klügsten für britische Millionäre spreche.
1920 stieg die Auflage der Zeitschrift auf 6.170 Stück. 1934 wurde sie erstmals grundlegend umgestaltet. Das aktuelle rote Logo wurde 1959 von Reynolds Stone erstellt. 1971 änderte The Economist sein Broadsheet-Format in eine gebundene Formatierung im Stil eines Magazins. Im Januar 2012 startete die Zeitschrift eine neue wöchentliche Sektion, die ausschließlich China gewidmet ist, die erste Sektion für neue Länder seit der Einführung einer Sektion über die Vereinigten Staaten im Jahr 1942.
Ab dem 23. März 2006 war John Micklethwait Chefredakteur. Er wechselte zum Anfang 2015 zu Bloomberg News. Beim Economist folgte ihm am 2. Februar 2015 Zanny Minton Beddoes.
2005 bezeichnete die Chicago Tribune The Economist als beste englischsprachige Zeitung. Ihre Stärken lägen in der internationalen Berichterstattung.
Der italienische Ministerpräsident Silvio Berlusconi bezeichnete die Zeitschrift im Jahr 2006, nachdem er in der Zeitung mehrfach scharf kritisiert worden war, in Anlehnung an das Wort Kommunismus als „ecommunist“.
2012 soll The Economist den Computer des Richters Mohammed Nizamul Huq vom Obersten Gerichtshof in Bangladesch gehackt haben. Dabei deckte die Zeitung schwere Vergehen auf, was zu seinem Rücktritt als Vorsitzender des International Crimes Tribunal führte.
2013 unterstellte ein Autor des Forbes Magazine den anonym schreibenden Ökonomen eine egalitäre Sicht und ein einseitiges Parteiergreifen für Positionen, die Wirtschaftswachstum bedeuteten, ohne simplifiziert auszugeben, dass es nur eine rechnerische Größe sei. Die konträre Sicht, etwa zur Vergrößerung der heimischen Bevölkerung, komme zu kurz mit allerlei verpassten auch ökonomischen Chancen.
Im August 2015 verkaufte die Mediengruppe Pearson ihren 50-%-Anteil an der Zeitung für 469 Mio. GBP (541 Mio. Euro) an die Investmentgesellschaft der italienischen Unternehmerfamilie Agnelli, und die Zeitung erwarb die verbleibenden Anteile für 182 Mio. GBP (209 Mio. Euro).
The Economist wird in den meisten Ländern der Welt gekauft, vor allem aber in Nordamerika (54 %), in Großbritannien (19 %) und in Kontinentaleuropa (15 %), darunter Deutschland und Frankreich (je 2 %).
Am 15. September 2018 erschien die Ausgabe Nr. 9109 als Jubiläumsausgabe zum 175-jährigen Bestehen.

## Profil

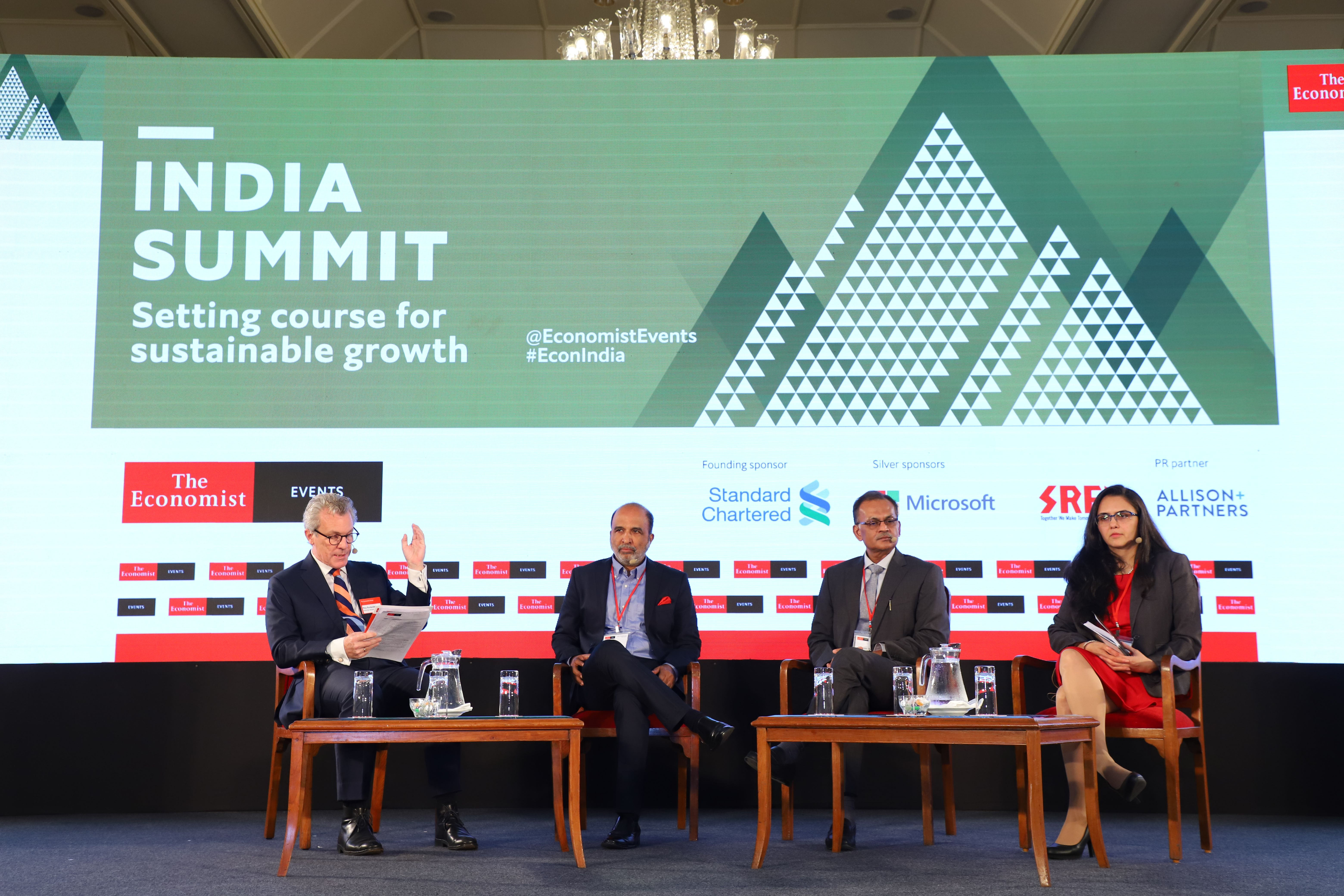
Eine Gruppe von Journalisten und Politikern auf dem India Summit 2019 von The Economist

Schwerpunkte der Berichterstattung des Economist sind Politik, Wirtschaft und Finanzen, aber auch Themen wie Wissenschaft und Technik, sowie Literatur und Kunst werden in jeder Ausgabe behandelt.
Artikel nehmen oft eine redaktionelle Haltung ein und tragen fast nie eine Verfasserzeile; nicht einmal der Name des Chefredakteurs ist in der Ausgabe abgedruckt. Der Tradition des Blattes folgend unterzeichnet er nur einen einzigen Artikel namentlich: den seines Abschieds. Der Autor eines Texts wird nur unter bestimmten Umständen benannt: wenn namhafte Personen aufgefordert werden, Meinungsbeiträge zu verfassen, Journalisten des Economist Sonderberichte zusammenstellen oder um einen potenziellen Interessenkonflikt bei einer Buchbesprechung hervorzuheben. Die Namen der Herausgeber und Korrespondenten von The Economist finden sich auf den Seiten des Medienverzeichnisses der Website. Online-Blog-Artikel sind mit den Initialen des Autors signiert und Autoren von Print-Storys dürfen ihre Urheberschaft auf ihren persönlichen Websites vermerken. Es gibt drei redaktionelle und geschäftliche Bereiche, in denen die Anonymität der Autoren zur Stärkung der Markenidentität beigetragen hat: kollektives und konsistentes Sprach-, Talent- und Newsroom-Management sowie Markenstärke und -klarheit.
Die Herausgeber sagen, dass die Anonymität notwendig sei, da eine einheitliche Stimme und Persönlichkeit der Zeitung wichtiger sei als die Identität einzelner Journalisten. Außerdem solle dadurch eine gemeinsame Anstrengung widerspiegelt werden. In den meisten Artikeln bezeichnen sich Autoren als „Ihr Korrespondent“ oder „dieser Rezensent“. Die Autoren der betitelten Meinungsspalten beziehen sich in der Regel auf den Titel der Spalte.
The Economist setzt bei seiner Leserschaft eine Vertrautheit mit grundlegenden Konzepten der klassischen Nationalökonomie voraus. Zum Beispiel erklärt die Zeitung keine Begriffe wie unsichtbare Hand, Makroökonomie oder Nachfragekurve und die Theorie des komparativen Kostenvorteils wird nur kurz erläutert. Wirtschaftswissenschaftliche Artikel setzen aber keine formelle ökonomische Bildung des Lesers voraus und zielen darauf ab, dem interessierten Laien zugänglich zu sein. In der Regel werden kurze französische (und deutsche) Zitate nicht übersetzt. Die Zeitung beschreibt selbst von bekannten Unternehmen deren Geschäftsfeld und schreibt beispielsweise von „Goldman Sachs, eine Investmentbank“. The Economist ist bekannt für seine weit verbreitete Verwendung von Wortspielen, Anspielungen und Metaphern sowie für Alliteration und Assonanz, insbesondere in seinen Überschriften und Bildunterschriften.
Der Economist hat historisch darauf bestanden, sich selbst als Zeitung zu bezeichnen und nicht als Nachrichtenmagazin. In Großbritannien und den Vereinigten Staaten ist der Economist gesetzlich als Zeitung eingestuft. Die meisten Datenbanken und Anthologien katalogisieren The Economist als Zeitung, die im Magazin- oder Journalformat gedruckt wird.

## Redaktionelle Haltung

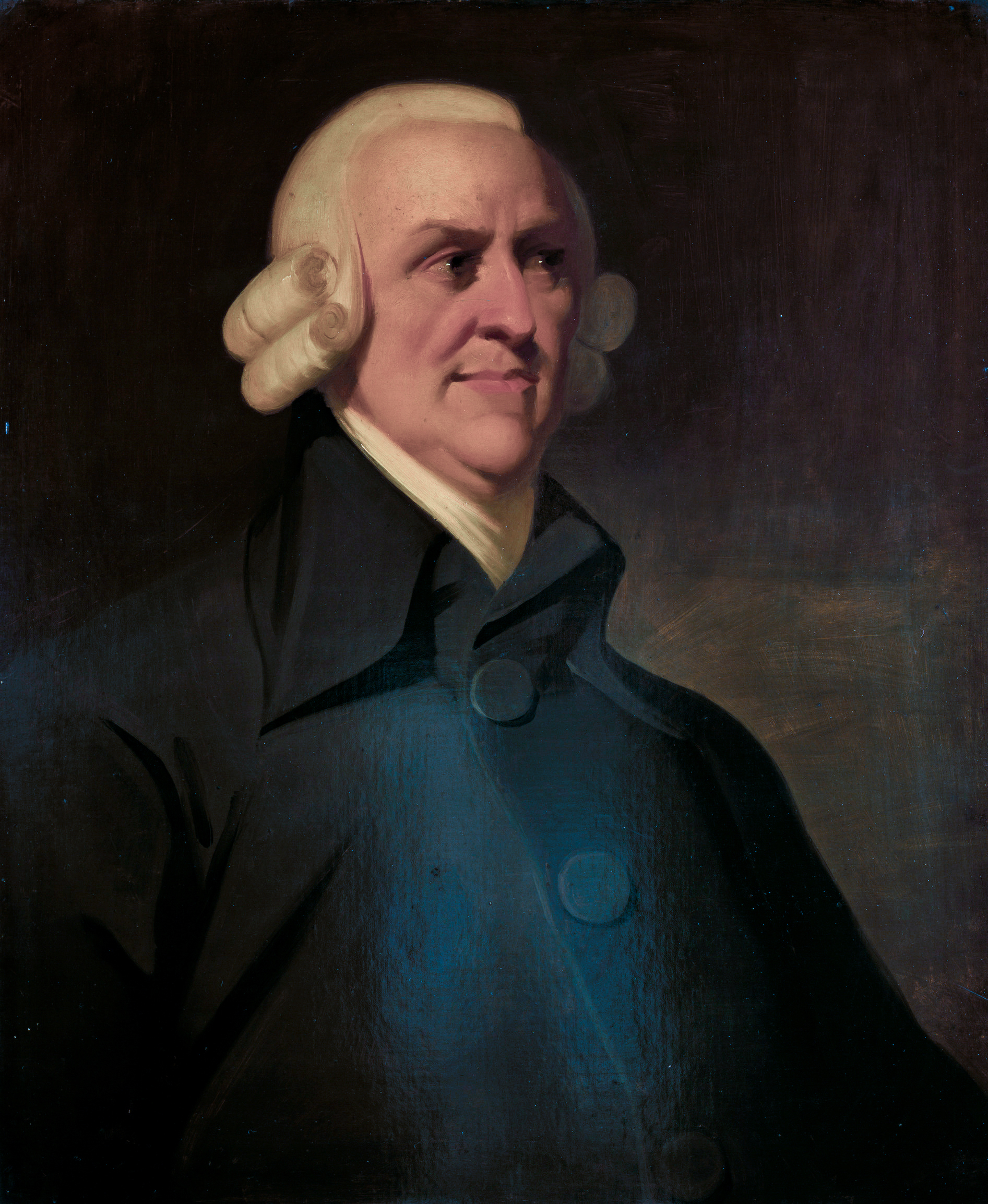
Der schottische Ökonom Adam Smith vertrat Grundüberzeugungen der Zeitung in Bezug auf Liberalismus und Freihandel.

Die redaktionelle Haltung des Economist basiert auf dem klassischen Liberalismus.
The Economist unterstützt sozialliberale Anliegen. Außerdem wurde das US-Steuersystem als ungerecht kritisiert und die Zeitung argumentiert für staatliche Regulation wie ein Rauchverbot in der Öffentlichkeit, oder ein weltweites Verbot von Prügelstrafe für Kinder sowie strenge Gesetze zum Waffenbesitz. The Economist befürwortet konsequent staatliche Migrationshilfen und eine freie Schulwahl durch die Eltern mittels Bildungsgutscheinen.
The Economist unterstützt Klimaschutz-Maßnahmen gegen die globale Erwärmung. Der Klimawandel solle dabei durch effiziente und effektive Instrumente wie einen CO2-Preis und Emissionsrechtehandel bekämpft werden. 1997 schrieb die Zeitung, dass die Vereinigten Staaten „gefährliche Anzeichen“ dafür zeigten, die Entwicklungsländer als Ausrede zu benutzen, um nichts gegen die globale Erwärmung zu unternehmen. In einem Leitartikel vor der UN-Klimakonferenz in Kopenhagen 2009 erklärte The Economist, dass das Risiko eines katastrophalen Klimawandels und seine Auswirkungen auf die Wirtschaft die wirtschaftlichen Kosten einer Bekämpfung des Klimawandels bei weitem überwögen. Die Zeitung unterstützt das Übereinkommen von Paris und setzt sich für eine Verschärfung der globalen Klimaziele ein.
The Economist befürwortete den Beitritt Großbritanniens zur Europäischen Wirtschaftsgemeinschaft und die Mitgliedschaft in der Europäischen Union. Allerdings wird die EU-Bürokratie für ihre Ineffizienz kritisiert. Im EU-Mitgliedschaftsreferendum im Vereinigten Königreich 2016 sprach sich The Economist für die „Remain“-Kampagne aus. Die Zeitung war gegen einen harten Brexit und forderte ein zweites Referendum.
Die Zeitung setzt sich außerdem für globale Freihandelsabkommen ein. Allerdings sollten Regierungen Arbeitnehmern helfen, die durch die damit einhergehenden Effizienzsteigerungen der Wirtschaft ihren Arbeitsplatz verlören.
Bei der Bundestagswahl 2013 sprach sich The Economist mehrfach für die CDU und Angela Merkel aus. Allerdings sieht sie Koalitionen mit der SPD kritisch und befürwortet stattdessen Koalitionen mit der FDP und den Grünen. Bei den britischen Unterhauswahlen hat The Economist die Labour Party (2005), die Conservative Party (2010 und 2015), und die Liberal Democrats (2017 und 2019) unterstützt. Bei der Präsidentschaftswahl in den Vereinigten Staaten hat die Zeitung sowohl republikanische als auch demokratische Kandidaten unterstützt. Sie sprach sich für Barack Obama, Hillary Clinton und Joe Biden aus.
The Economist befürwortet die ökonomischen Reformen von Margaret Thatcher und Ronald Reagan. Die Zeitung argumentiert dabei, dass Thatchers Transformation der britischen Wirtschaft hin zu freien Märkten, Privatisierung und Deregulierung sehr positiv gewesen sei und belegt dies mit makroökonomischen Kennzahlen.
Im Jahr 2008 bemerkte The Economist, dass Cristina Fernández de Kirchner, die damalige Präsidentin Argentiniens, jede Hoffnung auf Veränderung zerstöre und ihr Land in wirtschaftliche Gefahr und soziale Konflikte führe. Die Zeitung forderte 1998 die Amtsenthebung von Bill Clinton. Nach dem Bekanntwerden des Abu-Ghuraib-Folterskandals forderte die Zeitung 2004 den Rücktritt von Donald Rumsfeld. The Economist unterstützte den Irakkrieg.
In einem Leitartikel zum 175. Jahrestag kritisierte The Economist Anhänger des Liberalismus dafür, den politischen Status quo zu schützen, anstatt Reformen durchzuführen. Die Zeitung forderte die Liberalen auf, sich wieder für mutige politische, wirtschaftliche und soziale Reformen einzusetzen: Schutz der freien Märkte, Land- und Steuerreformen in der Tradition des Georgismus, offene Einwanderung, Umdenken des Gesellschaftsvertrags mit stärkerem Schwerpunkt auf Bildung und eine Wiederbelebung des liberalen Internationalismus.

## Auflage
Für die sechs Regionen Nordamerika, Vereinigtes Königreich, Kontinentaleuropa, Asien/Pazifik, Naher Osten/Afrika und Lateinamerika erscheinen unterschiedliche Ausgaben, die sich durch einzelne Artikel von regionalem Interesse, durch die Reihenfolge der Artikel, durch das Inhaltsverzeichnis und zum Teil durch die Titelseite unterscheiden.
Die weltweite Auflage wurde im ersten Halbjahr 2018 mit 1,4 Millionen wöchentlich angegeben, davon rund 949.000 (67 %) gedruckte und 462.000 (33 %) digitale Exemplare. Davon wurden 97 % verkauft, der größte Teil (90 %) im Abonnement.
Für Deutschland wurde die wöchentliche Auflage im ersten Halbjahr 2017 mit 28.000 (einschließlich digitaler Ausgaben) angegeben.

## Indizes

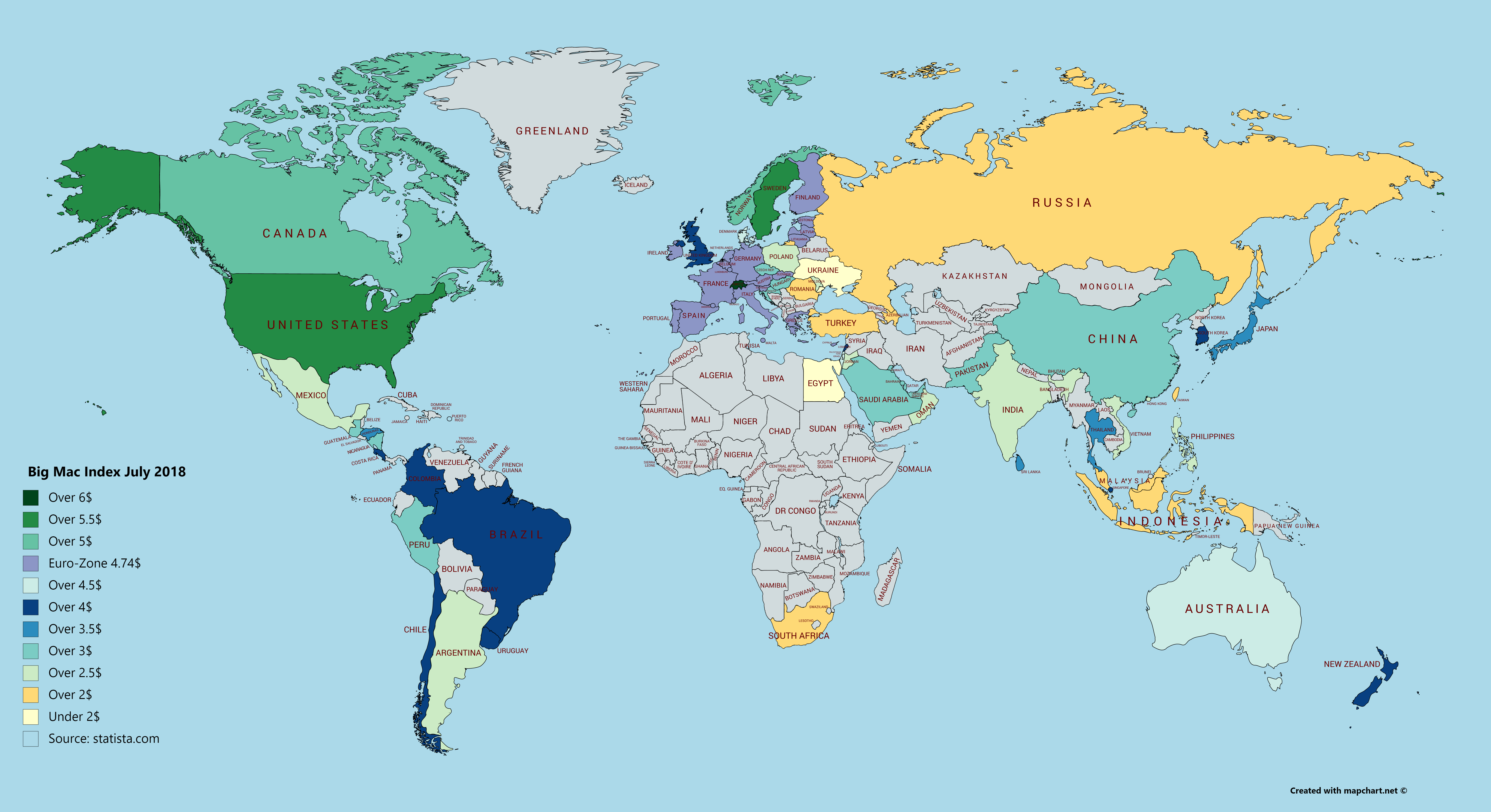
Der Big-Mac-Index im Juli 2018

The Economist verfügt über eine Rubrik für Wirtschaftsstatistik mit Daten wie Beschäftigungszahlen, Wirtschaftswachstum und Zinssätzen. Diese statistischen Veröffentlichungen werden in der britischen Gesellschaft und für Entscheidungsträger als relevant angesehen. The Economist veröffentlicht auch eine Reihe von Rankings, in denen Business Schools und Universitäten miteinander verglichen werden. 2015 veröffentlichte die Zeitung ihr erstes Ranking von US-amerikanischen Universitäten, wobei sie sich auf vergleichbare ökonomische Daten konzentrierten. Die Daten der Rangliste stammen vom US-Bildungsministerium und werden als Funktion des Mittleren Einkommens durch Regressionsanalyse berechnet.
Die bekanntesten Datenindizes, die The Economist veröffentlicht, sind unter anderem:
- Der Big-Mac-Index: Ein Maß für die Kaufkraft von Währungen, das erstmals 1986 veröffentlicht wurde, unter Verwendung des Preises von Big Macs in verschiedenen Ländern.[92] Der Index wird zweimal jährlich  veröffentlicht.[93]
- Der Demokratieindex: Ein Maß für den Zustand der Demokratie in der Welt, erstellt von der Economist Intelligence Unit.[94]
- Der Glass Ceiling Index: Ein Maß für die Gleichstellung von Frauen am Arbeitsplatz.[95]
- Der Index der sichersten Städte: Ein Maß für die Sicherheit von Großstädten, ermittelt anhand der Mordraten.[96]
- Der Global Peace Index: Ein Maß für die Friedfertigkeit von Nationen.[97]
- Der Rohstoffpreisindex: Ein Maß für Rohstoffe wie Gold und Brentöl sowie landwirtschaftliche Güter.[98]
- Global Liveability Ranking, siehe Städterankings nach Lebensqualität